# Бидерман, Густав Вольдемар
Густав Вольдемар Бидерман (нем. Gustav Woldemar von Biedermann; 5 марта 1817, Мариенберг, Саксония — 6 февраля 1903, Дрезден) — немецкий литературовед, юрист, издатель, железнодорожный чиновник, исследователь биографии и сочинений Гёте.

## Биография
Родился в семье юриста, изучал право в Гейдельберге и Лейпциге с 1836 по 1839 год. После получения образования некоторое время имел частную адвокатскую практику, затем, в 1845 году, поступил на саксонскую государственную службу. С 1849 года работал правительственным комиссаром в государственной железнодорожной компании Хемниц-Риза, в 1851 году возглавил железную дорогу в Хемнице, в 1858 году в Лейпциге, в 1869 году получил должность заместителя директора и финансового директора всех железных дорог Саксонского королевства. Был похоронен на Старом кладбище Святой Анны в Дрездене. Его могила была разрушена в 1945 году.
Как писатель Бидерман создал себе имя ценным вкладом в литературу по изучению Гёте. Из него выделяется:
- «Göthe und Leipzig» (Лейпциг, 1865);
- «Zu Goethes Gedichten» (Лейпциг, 1870);
- «Goethes Briefe an Eichstädt» (Берлин, 1872),
- издание гётевских «Aufsätze zur Litteratur», «Tag und Jahresheften», «Amtliche und gesellschaftliche Vorträ ge» и так далее (в гемпелевом издании сочинений Гёте),
- «Goethe und Dresden» (Берлин, 1875);
- «Goethe und das sächs. Erzgebirge» (Штутгарт, 1877);
- «Goethe-Forschungen» (Франкфурт-на-Майне, 1879).